# Étagnac
Étagnac település Franciaországban, Charente megyében. Lakosainak száma 987 fő (2022. január 1.). Étagnac Chabanais, Chabrac, Chassenon, Chirac, Saulgond, Saillat-sur-Vienne és Saint-Junien községekkel határos.

## Népesség
A település népessége az elmúlt években az alábbi módon változott:
| Lakosok száma | 950  | 966  | 949  | 986  | 935  | 962  | 991  | 990  | 996  | 987  |
|               | 1968 | 1982 | 1990 | 2006 | 2013 | 2015 | 2017 | 2019 | 2020 | 2022 |